# كلاسي
كلاسي (بالكردية: کەلاسی) هي إحدى القرى التابعة لـمرغور في ريف قسم سيلوانه من مقاطعة أرومية، في محافظة أذربیجان الغربیة الإيرانية.

## السكان
حسب إحصاءات سنة 2006، بلغ إجمالي السكان في كلاسي 528 نسمة وعدد المساكن 95 مسكن. لغة سكان كلاسي هي اللغة الكردية و هم من أهل السنة والجماعة والمذهب الشافعي.